# Taeniochauliodes esbenpeterseni
Taeniochauliodes esbenpeterseni är en insektsart som först beskrevs av Douglas E. Kimmins 1930.  Taeniochauliodes esbenpeterseni ingår i släktet Taeniochauliodes och familjen Corydalidae. Inga underarter finns listade i Catalogue of Life.